# Gaston Lagaffe
Gaston Lagaffe è un personaggio immaginario, protagonista dell'omonimo fumetto, ideato e disegnato dal fumettista belga André Franquin.
Il personaggio di Gaston Lagaffe, l'antieroe per eccellenza, nasce nel febbraio del 1957 sul giornale Spirou, in un disegno in bianco e nero. Prima di diventare un fumetto Gaston Lagaffe continua ad apparire nei diversi numeri di Spirou, fino al 1960, quando si decise di creare una serie di albi.
Il primo album di Gaston Lagaffe viene pubblicato nel 1960 e appartiene alla collezione detta "classica".
Gaston Lagaffe è considerato uno tra i migliori personaggi dei fumetti usciti in Belgio.

## Personaggio
Gaston è un ragazzo di cui non si conosce l'età, sicuramente poco più che ventenne. Indossa un maglione a collo alto verde con l'ombelico scoperto, con la canottiera bianca che si intravede da sotto, dei jeans e delle espadrillas blu che mette sempre con calzetti rossi.
Ama i suoi amici, la natura e ha molti animali domestici (tra cui un gatto, un pesciolino rosso e un gabbiano).
Lavora per la rivista Spirou, ma si inventa sempre qualcosa da fare pur di non lavorare. Tra i suoi colleghi troviamo inizialmente Fantasio, ma dal 1968 André Franquin aggiunge attorno a Lagaffe tanti altri personaggi come Prunelle, Lebrac l'illustratore, Mademoiselle Jeanne (di cui Gaston è innamorato) e tanti altri.
Il cognome "Lagaffe" è un gioco di parole: in francese "la gaffe" fa immediatamente capire al lettore che Gaston è il re dei pasticci.